# Józef Tański
Józef Tański (ur. 18 marca 1805 w Kamionnie , zm. 20 listopada 1888 w Neuilly-sur-Seine) – oficer wojsk polskich, publicysta francuski. 

## Życiorys
Brał udział w powstaniu listopadowym. Po wyjeździe do Francji wstąpił do legii cudzoziemskiej. Brał udział w walkach w Algierii i Hiszpanii, wreszcie przy sztabie głównym francuskim w czasie wojny krymskiej, gdzie kierował biurem korespondencji. Potem pracował jako dziennikarz w Messager des Chambres i Journal des Débats. W 1870 roku założył Avenir Militaire. 29 października 1845 roku otrzymał zgodę na naturalizację. Pochowany na cmentarzu w Montmorency. 

## Publikacje
- L'Espagne en 1843 et 1844, lettres sur les moeurs, politique et sur la derniLre revolution de ce pays (1844)
- Tableau statistique, politique et moral du systLme militaire de la Russie (1833)[5]
- Voyage autour de la chambre des deputes de France: histoire, description, tactique parlementaire ... (1847)
- Holland House (1848)[6]
- La Pologne devant l'Europe (1862)[7]
- L'entrée des Russes à Paris et l'armée russe (1864)[8]
- Souvenirs d'un soldat journaliste à Paris (1869)[9]
- Wspomnienia z wygnania(1881)[10]
- Cinquante années d'exil (1882)[11]

## Odznaczenia
- Oficer Legii Honorowej[2]
- Komandor Orderu Medżydów[12]